# Um eine Nasenlänge (1931)
Um eine Nasenlänge ist eine deutsche Filmkomödie aus dem Jahre 1931 von Johannes Guter mit Siegfried Arno, Fred Louis Lerch, Lucie Englisch und Elga Brink in den Hauptrollen. 

## Handlung
Der Zeitungsfahrer Hans Dampf ist zwar ein feiner Kerl mit hervor ragendem Riechorgan, aber stets pleite. Da geht es seinem Kumpel Paul Renz ganz anders. Der sitzt zwar auch auf dem Rad, nimmt aber an höchst einträglichen Rennen teil. Als Hans mal wieder pleite ist, steckt ihm der ebenso schnelle wie generöse Paul ein Bündel Dollarnoten zu, so dass dieser erst einmal wieder etwas flüssig ist. Der schusselige Hans vergisst jedoch eines Tages seine Brieftasche in einer Telefonzelle. Doch der dürre Schlaks hat mehr Glück als Verstand. Die Geldbörse wird von der Portierstochter Lilly gefunden und ihm, nachdem sie eine Visitenkarte mit dem Namen Paul Renz entdeckt hat, zurückgegeben, denn sie hält den radelnden Zeitungszusteller Hans Dampf in allen Gassen für den rennradelnden Profisportler. Hans klärt den Irrtum jedoch nicht auf, da er sich Hoffnungen auf das Herz von Lilly macht und nicht als einfacher Zeitungsausfahrer dastehen möchte. Auch das Portierstöchterlein ist nicht ganz ehrlich und macht sich interessant, indem sie behauptet, eine Tänzerin zu sein. Lilly verliebt sich in den falschen Paul und trennt sich aus diesem Grund von ihrem bisherigen Chéri, dem Barmixer Teddy.
Auch Paul hat derweil ein Mädchen kennengelernt. Die heißt Marion und ist, anders als Lilly, tatsächlich eine Tänzerin. Bislang wurde sie vom feinen Herrn Bumsdorf umworben, der sie generös aushält. Dass sich zwischen Renz und Marion allmählich zarte Bande entspinnen, passt Pauls Manager Herrn Lachmeyer überhaupt nicht in den Kram. Denn demnächst steht das berühmte Berliner Sechstagerennen an, und nur darauf soll sich sein Schützling konzentrieren. Paul besteht jedoch darauf, dass Marion fortan immer um ihn herum ist. Als sie eines Tages erfährt, dass bei ihr zuhause eingebrochen wurde, eilt sie dorthin und findet lediglich ihren reichen Verehrer Bumsdorf vor. Die Abwesenheit von Marion führt dazu, dass Paul beim Rennen unkonzentriert und nervös wirkt. Er verliert eine Rennrunde und es kommt zwischen den Beteiligten zu allerlei Missverständnissen und Eifersüchteleien. Dann lässt ein Sturz Paul sogar ausfallen. Um nicht als falscher Paul Renz enttarnt zu werden, springt Hans mit bandagiertem Kopf für seinen Freund ein und siegt titelgerecht um eine Nasenlänge. Erst nach dem Sieg klären sich die kleinen Schwindeleien zwischen Hans und Lilly auf, und Manager Lachmeyer verpflichtet den offensichtlich hochtalentierten bisherigen Zeitungszusteller für seinen Rennstall.

## Produktionsnotizen
Um eine Nasenlänge entstand im Juni/Juli 1931 im Berliner Sportpalast sowie in zwei Berliner Filmateliers und wurde am 28. August 1931 in Berlins Titania-Palast und Primus-Palast uraufgeführt. Die Wiener Premiere erfolgte wenige Tage darauf.
Michael Safra übernahm die Produktionsleitung, Otto Hunte und Emil Hasler entwarfen die Filmbauten. Kurt Ulrich war Aufnahmeleiter.

## Musik
Folgende Musiktitel wurden gespielt:
- Um eine Nasenlänge
- Was tut man nicht alles aus Liebe
- Wiener Praterleben (Sportpalastwalzer)

Die Texte verfassten Kurt Schwabach und Willy Prager zu der Musik von Willi Meisel. Michel Buchstab übernahm die musikalische Leitung. Es spielte das Orchester unter der Leitung von Curt Lewinnek.
Diese Lieder erschienen im Musikverlag Edition Meisel & Co. GmbH Berlin.

## Kritik
In Wiens Neue Freie Presse hieß es: „Gewiß, Siegfried Arnos Nase ist etwas Hervorragendes, etwas zwischen die Augen Springendes. Das ergibt ein gelungenes Couplet, das Arno nett bringt. Sonst aber hat die Nasenlänge mit der Posse wenig zu tun. Es ist eine der schon allzu üblichen Verwechslungskomödien … Neu ist nur das Milieu, der Berliner Sportpalast während eines Sechstagerennens. Das gibt dem Regisseur Gelegenheit, sich in Publikumstypen auszutoben und ganz treffliche Karikaturen hinzustellen. Siegfried Arno sorgt für die Lachmuskeln …“